# Qaher-313
Il Qaher-313 (Persiano: قاهر-۳۱۳; anche Ghaher-313, Conquistatore (Tamer)-313, Q-313, F-313) è un presunto aereo da caccia senza equipaggio, sviluppato da un prototipo monoposto dalle caratteristiche stealth sviluppato dall'azienda aeronautica Iran Aviation Industries Organization (IAIO) e, al febbraio 2013, in fase di studio.

## Storia del progetto
Annunciato pubblicamente il 1º febbraio 2013, il velivolo è stato presentato il giorno seguente dal presidente Mahmoud Ahmadinejad e dal ministro della difesa Ahmad Vahidi, nell'ambito delle celebrazioni per l'anniversario della rivoluzione islamica iraniana.
La presentazione del Qaher-313 ha scatenato feroci polemiche sulla stampa internazionale, e non solo specializzata: l'aereo, infatti, ha sollevato interesse e perplessità anche da parte della stampa generalista. Secondo The Times of Israel la presentazione del Qaher sarebbe semplicemente "una beffa" delle autorità iraniane; Tal Inbar, esperto di aeronautica israeliano, ha dichiarato che il Qaher-313 non somiglierebbe nemmeno ad un vero velivolo. Per il giornalista David Cenciotti, l'aereo presenterebbe una configurazione aerodinamica implausibile, più "hollywoodiana" che razionale; oltretutto, le ali non garantirebbero sufficiente portanza per sostenere l'aereo in volo.
Nel dettaglio, il velivolo presentato nel febbraio 2013 mostra degli errori di progettazione talmente evidenti da far dubitare che possa effettivamente volare: il Qaher-313, pertanto, andrebbe visto come un mero sforzo di propaganda. Le dimensioni del velivolo sono, in generale, troppo ridotte per alloggiare un pilota: il casco, sporgendo dal seggiolino eiettabile, in caso di eiezione impatterebbe contro il vetro del cupolino, con conseguenze immaginabili per la sopravvivenza del pilota. Le dimensioni ridotte del muso renderebbero quasi impossibile l'installazione di un radar, ed anche le prese d'aria del motore sembrano troppo piccole per poter alimentare qualcosa più grande del motore di un UAV. Il motore, inoltre, non ha un ugello di scarico, pertanto le temperature raggiungibili con il postbruciatore potrebbero incendiare l'aereo; la strumentazione del cockpit è paragonabile a quella di un piccolo aereo privato (incluso un anemometro con fondoscala a soli 250 nodi: la velocità massima del Qaher, quindi, non sarebbe molto superiore alla velocità di stallo di alcuni aerei), mentre la pessima trasparenza del cupolino fa pensare che sia stato realizzato in plexiglas. Il Qaher-313 manca anche dei rivetti tipici di qualsiasi aereo, inclusi gli aerei stealth: è possibile che sia stato costruito in vetroresina.  Anche prescindendo dalle dimensioni e dalla qualità della realizzazione (ovvero supponendo che il velivolo presentato sia solo un modello, appositamente realizzato in dimensioni ridotte per praticità, e che l'eventuale "vero" Qaher presenti dimensioni, materiali ed avionica normali) la configurazione aerodinamica resterebbe a dir poco problematica: ad esempio la posizione delle prese d'aria, rialzate sull'ala, è tale che in una manovra ad alto angolo d'attacco il motore riuscirebbe ad ingerire solo aria turbolenta (o a non ingerirne affatto).
Le autorità iraniane, comunque, sostengono che il velivolo sia reale, frutto degli sforzi progettuali dell'Iranian Aerial Defense Industries Organisation (I.A.D.I.O.) con l'assistenza della Shadid Sattari Air Force University (S.S.A.F.U.). Allo scopo di rinforzare la credibilità del velivolo, hanno diffuso un filmato del Qaher-313 in volo (in realtà un modellino in scala, radiocomandato, chiaramente riconoscibile come tale), oltre ad una fotografia dell'aereo in volo che si è dimostrata un evidentissimo fotomontaggio. L'aereo ha fatto una seconda apparizione nel novembre 2013, quando le autorità di Teheran hanno diffuso una foto del Qaher-313 in preparazione per test di rullaggio ma non in volo.
Nel 2023 è stata presentata una versione dronizzata del velivolo, che dovrebbe essere impiegata dalla "portaerei" Shaid Bagheri (in realtà una portacontainer riadattata). La sola differenza visibile tra le due versioni è l'assenza della cabina di pilotaggio, sostituita invece da una fusoliera chiusa.

## Tecnica
Il Quaher-313 è un velivolo da caccia dotato di bassa osservabilità radar, ottimizzato per condurre sia operazioni aria-aria che aria-suolo. Monoplano dotato di configurazione canard, ala a freccia con estremità alari a diedro negativo, ed impennaggi di coda a doppia trave. Monomotore, monoposto, a carrello triciclo anteriore retrattile.

### Periodici
- Pietro Batacchi (a cura di), L'Iran presenta il suo caccia, in RID. Rivista Italiana Difesa, N.3, Chiavari, Giornalistica Riviera Soc. Coop., marzo 2013,  p. 20.
- Nico Sgarlato, L'Iran presenta l'F-313, in Aerei, N.75, Parma, Delta Editrice, maggio-giugno 2013,  pp. 38-40, ISSN 0390-1173.